# 승화 (화학)

승화(昇華, sublimation)는 화학에서 어떤 물질이 액체의 과정을 거치지 않고, 고체에서 기체로 변하는 상전이(phase transition) 현상을 말한다. 또한 그와는 반대로 어떠한 물질이 액체의 과정을 거치지 않고, 기체에서 고체로 변하는 현상도 승화라 한다.
나프탈렌, 아이오딘, 드라이아이스 등이 대표적인 승화물질이다. 승화하는 원인은 일정한 증기압을 가지고 있기 때문이다. 얼음도 0℃ 이하에서는 융해 과정 없이 기체가 되기도 한다. 얼어 있는 빨래가 마르거나, 눈사람의 크기가 며칠 지나면 작아지는 현상은 고체에서 기체로의 상태변화 때문이라고 할 수 있다. 또 승화할 때 흡수 또는 방출하는열을 승화열이라 하는데 드라이아이스의 경우 137kcal/kg를 흡수하고 기체인 이산화탄소로 승화한다. 이것이 승화의 대표적인 예이다.
|         |          | 반응 후        |          |                 |      |
| 고체    | 액체     | 기체           | 플라스마 |                 |      |
| 반응 전 | 고체     | 고체-고체 변화 | 용융     | 승화            | —    |
| 반응 전 | 액체     | 결빙           | —        | 끓음 / 증발     | —    |
| 반응 전 | 기체     | 증착           | 응축     | —               | 전리 |
| 반응 전 | 플라스마 | —              | —        | 재결합 / 탈전리 | —    |

## 같이 보기
- 상평형 그림
- 융해
- 기화